# Vagabond Ways
Vagabond Ways je studiové album anglické zpěvačky Marianne Faithfullové. Vydáno bylo v dubnu roku 1999 společností Instinct Records a jeho producenty byli Daniel Lanois a Mark Howard. Oba zde rovněž hráli na různé hudební nástroje. Dále na nahrávku přispěli například Roger Waters, Emmylou Harris a Novi Novog. Kromě autorských písní obsahuje deska také několik coververzí.

## Seznam skladeb
1. „Vagabond Ways“ (Marianne Faithfullová, David Courts) – 3:22
2. „Incarceration of a Flower Child“ (Roger Waters) – 5:34
3. „File It Under Fun from the Past“ (Marianne Faithfullová, Barry Reynolds) – 4:50
4. „Electra“ (Marianne Faithfullová, Barry Reynolds, Frank McGuinness) – 3:24
5. „Wilder Shores of Love“ (Marianne Faithfullová, Barry Reynolds, Guy Pratt) – 5:40
6. „Marathon Kiss“ (Daniel Lanois) – 4:00
7. „For Wanting You“ (Elton John, Bernie Taupin) – 3:57
8. „Great Expectations“ (Marianne Faithfullová, Daniel Lanois) – 3:13
9. „Tower of Song“ (Leonard Cohen) – 4:35
10. „After the Ceasefire“ (Daniel Lanois, Frank McGuinness) – 4:22

## Obsazení
- Marianne Faithfullová – zpěv
- Daniel Lanois – kytara, baskytara, perkuse, smyčky
- Mark Howard – klávesy, varhany, perkuse, smyčky
- Barry Reynolds – kytara, baskytara, klavír
- Roger Waters – baskytara, klávesy
- Brian Blade – bicí, perkuse
- Michael Chaves – kytara
- Danny Frankel – bicí, perkuse
- Emmylou Harris – doprovodné vokály
- Victor Indrizzi – kytara
- Novi Novog – viola
- Glenn Patscha – klávesy, klavír, basové pedály, aranžmá smyčců
- Chris Thomas – baskytara, kontrabas